# RAF Air Support Command
L'Air Support Command de la Royal Air Force est créé le 1er août 1967 par la redésignation du RAF Transport Command. Ce changement de nom reflète le changement d'orientation du commandement, qui ne se contente plus de transporter du matériel et de la main-d'œuvre dans le monde entier, mais fournit un soutien général aux opérations de la RAF dans le monde entier.
En raison de ce rôle élargi, l'Air Support Command, contrairement à son prédécesseur le Transport Command, posséde des avions d'attaque tels que des Hawker Hunter. Avec la contraction de la RAF, ce commandement ne dure que peu de temps et est absorbé par le Strike Command le 1er septembre 1972, formant le No. 38 Group (en) et le No. 46 Group (en) au sein du Strike Command. Le premier est désigné comme groupe de soutien tactique et le second comme groupe de soutien stratégique.